# Desa Kradenan (administrativ by i Indonesien, Jawa Tengah, lat -6,96, long 108,85)
Desa Kradenan är en administrativ by i Indonesien.   Den ligger i provinsen Jawa Tengah, i den västra delen av landet, 240 km öster om huvudstaden Jakarta.